# Azhdarchoidea
Die Azhdarchoidea waren eine Gruppe mittelgroßer bis sehr großer Kurzschwanzflugsaurier, die in der Kreidezeit weltweit vorkamen. Sie überlebten zusammen mit Nyctosaurus als einzige Flugsaurier bis zur Kreide-Tertiär-Grenze und starben dann aus. Zu ihnen gehören auch Quetzalcoatlus und Hatzegopteryx, die größten bekannten Flugsaurier. Namensgebend für die zu den Kurzschwanzflugsauriern (Pterodactyloidea) zählenden Azhdarchoidea ist die Gattung Azhdarcho, deren Bezeichnung auf den persischen Namen für Drachen zurückgeht.

## Merkmale
Die Azhdarchoidea waren, neben Pteranodon und Nyctosaurus, die einzigen völlig zahnlosen Flugsaurier. Ihr Schädel war hoch über die Orbita (Augenhöhlen) gebaut, bei frühen Formen oft papageienartig kurz und mit einem großen Knochenkamm auf dem Hinterhaupt versehen, bei den späteren Azhdarchidae eher lang, mit einem marabuartigen langen Schnabel und ohne oder nur mit einem kleinen Knochenkamm.
Fossilien der frühen Azhdarchoidea wurden vor allem in den brasilianischen Formationen Santana und Crato sowie in der chinesischen Jehol-Gruppe gefunden. Alle drei Fossillagerstätten wurden in der unteren Kreide abgelagert. Diese frühen Azhdarchoidea erreichten Flügelspannweiten von maximal sechs Meter. Sie lebten wahrscheinlich über dem Meer und jagten ihre Fischbeute vielleicht nach Art der heutigen Scherenschnäbel, indem sie über der Wasseroberfläche fliegend, diese mit offenem Schnabel durchpflügten und, wenn es zu einer Berührung mit einem Fisch kam, den Schnabel in einer plötzlichen Bewegung zuklappten. Diese frühen Azhdarchoidea verschwanden an der Grenze von Unter- zur Oberkreide.
Die Azhdarchoidea aus der Oberkreide bilden ein Monophylum, die Familie Azhdarchidae. Fossilien der Tiere wurden, mit Ausnahme von Australien und der Antarktis, weltweit gefunden. Es waren mittelgroße bis sehr große Flugsaurier mit langen Hälsen und kräftigen Hinterbeinen. Flügelspannweiten reichten von zweieinhalb bis zu zwölf Metern. Sie bewohnten eher terrestrische Biotope, hielten sich wahrscheinlich oft auf dem Boden auf und jagten dort nach Art gigantischer Störche oder ernährten sich wie Marabus von Aas. Sie starben am Ende der Kreidezeit vor 65,5 Millionen Jahren aus.

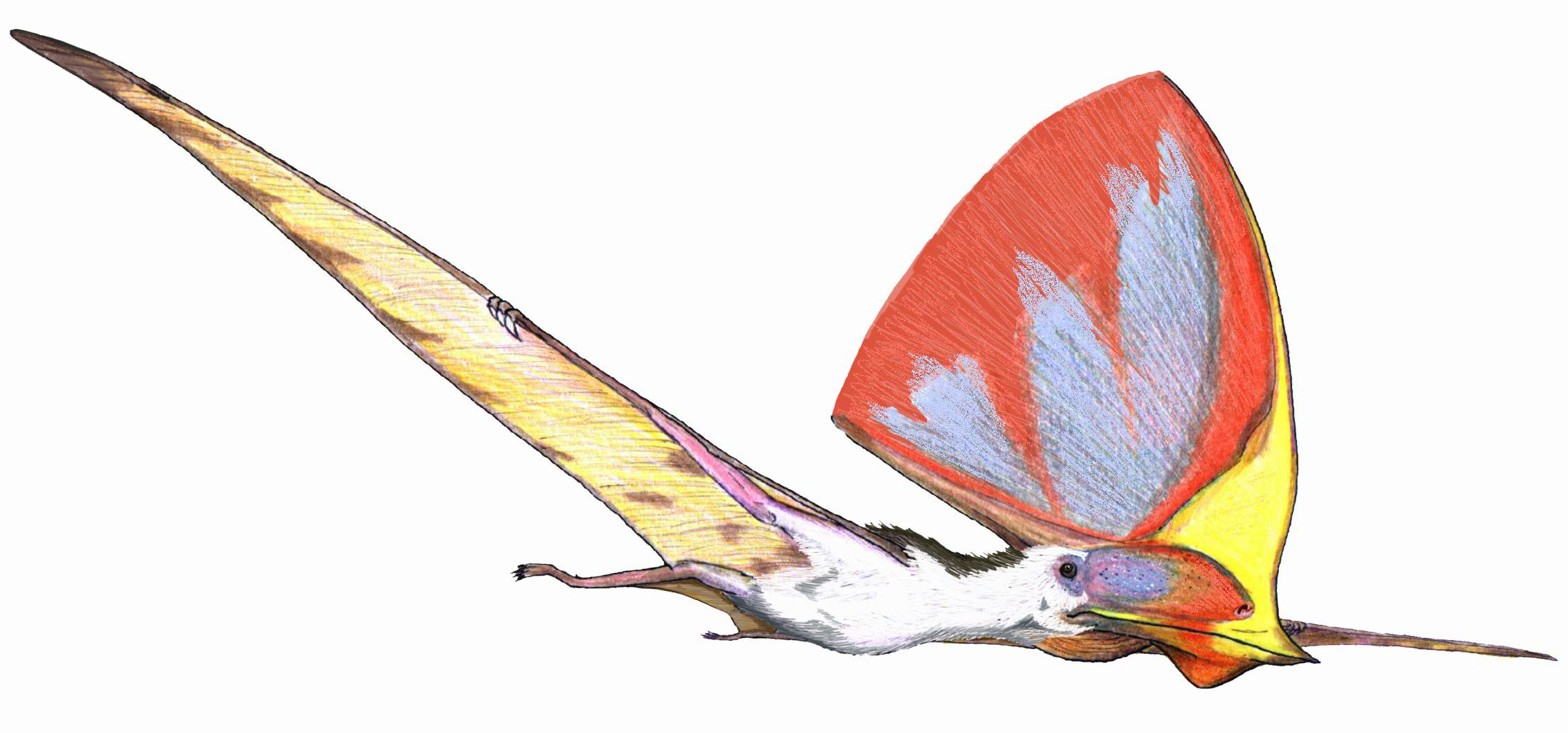
Tupandactylus imperator

## Innere Systematik
- Azhdarchoidea
  - Lonchodectidae
  - Tapejaridae
  - Neoazdarchia
    - Tupuxuara
    - Thalassodromeus
    - Azhdarchidae